# Augenklappe

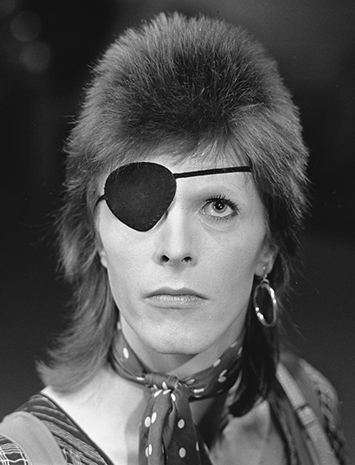
David Bowie mit Augenklappe (1974)

Eine Augenklappe ist ein Hilfsmittel, welches der temporären oder dauerhaften Abdeckung eines Auges dient. Sie besteht aus einer ovalen, etwa hühnereigroßen, leicht gewölbten Schale, die über das Auge gelegt und meist mit einem elastischen Band hinter dem Kopf befestigt wird. Die Schale besteht je nach Anwendungsgebiet aus Kunststoff, Filz oder Leder, kann aber auch aus anderen Materialien bestehen und beispielsweise mit einer inneren Polsterung versehen sein. Zudem gibt es Modelle, die an einer Brille befestigt werden können.
Augenklappen gelten als ein typisches Symbol für Piraten.
Die Augenklappen dürfen nicht mit Justitias Augenbinden verwechselt werden.

## Geschichte
Vor dem Aufkommen der modernen Medizin waren Augenklappen allgegenwärtig. Vor allem besonders gefährdete Berufsgruppen wie zum Beispiel Schmiede trugen sie häufig. Mit der Verbesserung der Medizin und dem Aufkommen von Prothesen (Glasauge) und Schutzbrillen wurde die Augenklappe aber immer seltener.

## Heutige Anwendung

### Kosmetische Anwendung
Bei der kosmetischen Anwendung wird die Augenklappe dazu benutzt, einen Makel zu überdecken. Häufig handelt es sich dabei um ein blindes oder fehlendes Auge. Die weitaus häufigste Anwendung finden Augenklappen als Teil einer  Verkleidung während des Karnevals.

### Medizinische Anwendung
Bei Kindern wird eine Augenklappe gelegentlich benutzt, um die funktionelle Sehschwäche eines Auges (Amblyopie) zu behandeln. Manchmal kann damit die Compliance verbessert werden, meistens wird jedoch ein Augenpflaster wegen des besseren therapeutischen Effekts bevorzugt. Auch bei gelegentlich auftretenden Doppelbildern kann eine Augenklappe ein probates Hilfsmittel darstellen.
Manche Augenärzte verwenden die Augenklappe auch bei der Gesichtsfelduntersuchung. Die Untersuchung wird am einzelnen Auge vorgenommen, das andere Auge wird mit der Augenklappe abgedeckt.
Nicht geeignet ist die Augenklappe zur Ruhigstellung des Auges. Ebenso wenig bewirkt sie eine verbesserte Befeuchtung des Auges – beispielsweise bei Lagophthalmus – weil sie nicht wasserdicht schließt. Auch nach Augenoperationen ist die Augenklappe kein geeigneter Schutz, weil sie wegen ihrer geringen Größe bei Verrutschen allzu leicht auf die noch unverheilte Operationswunde drückt. In den genannten Fällen werden Augenverbände angewendet.

### Sonstige Anwendung
Augenklappen werden von Sportschützen genutzt, um ein Auge völlig auszuschalten und so leichter visieren zu können.

## Augenklappe bei Piraten
Augenklappen werden mit Abbildungen von Piraten in Verbindung gebracht. Laut dem Wissenschaftsjournalisten Christoph Drösser war die Augenklappe unter Piraten nicht weit verbreitet. Es gäbe keine zeitgenössischen Darstellungen von Piraten mit Augenklappen aus dem Goldenen Zeitalter der Piraterie, das um 1730 endete. Erst 100 Jahre später entstand das Stereotyp, und wirklich populär wurde es durch die Cartoons des 20. Jahrhunderts.